# Nusinersen
Nusinersen, pod zaščitenim tržnim imenom Spinraza, je zdravilo za zdravljenje spinalne mišične atrofije (SMA), redke dedne živčno-mišične bolezni. Ameriški Urad za prehrano in zdravila je zdravilo odobril decembra 2016, Evropska agencija za zdravila pa maja 2017. Nusinersen je tako postal prvo zdravilo za zdravljenje te bolezni, dotlej so bolezen zdravili le podporno. Ima status zdravila sirote.
Prvega otroka s SMA so v Sloveniji na Pediatrični kliniki v Ljubljani zdravili že marca 2017.

## Medicinska uporaba
Nusinersen je indiciran za zdravljenje spinalne mišične atrofije. Zdravljenje z zdravilom Spinraza je treba uvesti čim prej po postavitvi diagnoze.

## Učinkovitost
Učinkovitost nusinersena so ugotavljali v dveh kliničnih raziskavah tretje faze, ENDEAR, v katero so zajeli 121 dojenčkov s SMA, in CHERISH, v katero so zajeli 126 otrok, pri katerih so se simptomi bolezni pojavili po šestem mesecu starost. Bolniki so prejemali ali zdravilo ali placebo. V raziskavi ENDEAR so dosegli klinično izboljšanje motoričnih funkcij pri 51 % prejemnikov nusinersena, medtem ko v skupini s placebom ni prišlo do izboljšanja pri nobenem bolniku. V raziskavi CHERISH so po 15 mesecih zdravljenja zabeležili napredek v motoričnih funkcijah pri bolnikih, ki so prejemali nusinersen, medtem ko je motorična funkcija v skupini, ki je prejemala placebo, upadla.

## Neželeni učinki
Po dajanju subkutano ali intravensko apliciranih protismiselnih oligonukleotidov so v nekaterih primerih, vendar ne pri zdravilu nusinersen, opazili trombocitopenijo (znižano koncentracijo krvnih ploščic) in abnormalnosti strjevanja krvi, vključno z akutno hudo trombocitopenijo. Če je klinično indicirano, je pred dajanjem zdravila priporočljivo laboratorijsko testiranje trombocitov in strjevanja krvi.
Leta 2018 so poročali o več primerih komunikantnega hidroencefalusa (oblika vodenoglavosti) pri zdravljenih otrocih in odraslih. Ni znano, ali obstaja povezava z zdravilom.

## Farmakologija
SMA je progresivna živčno-mišična bolezen, ki nastane zaradi mutacij na kromosomu 5q na genu SMN1. Drug gen SMN2, ki je lociran blizu SMN1, je odgovoren za majhno količino nastanka beljakovine SMN (beljakovina preživetja motoričnega nevrona). Nusinersen je protismiselni oligonukleotid, ki zvečuje delež vključitve eksona 7 v kopije informacijske ribonukleinske kisline (mRNA) za beljakovino preživetja motoričnega nevrona 2 (SMN2), tako da se veže na
mesto utišanja izrezovanja intronov (ISS-N1), ki je v intronu 7 predinformacijske ribonukleinske kisline (pre-mRNA) SMN2. Protismiselni oligonukleotid z vezavo izpodrine faktorje za izrezovanje, ki običajno zavirajo izrezovanje. Izpodrinjanje teh faktorjev povzroči ohranitev eksona 7 v mRNA SMN2, zato se izdelana mRNA SMN2 lahko prevede v funkcionalno beljakovino SMN s polno dolžino. Nusinersen tako povzroči, da je v osrednjem živčevju na razpolago več beljakovine SMN.
Zdravilo se porazdeli po osrednjem živčevju ter doseže terapevtske koncentracije v tarčnih tkivih hrbtenjače. Porazdeljuje se tudi v obkrajnih tkivih.  Razpolovna doba nusinersena je 135 do 177 dni v možgansko-hrbtenjačni tekočini in 63 do 87 dni v krvni plazmi. Presnavlja se počasi, pretežno s hidrolizo, ki jo posreduje eksonukleaza (3’- in 5’-).

## Kemijske lastnosti
Nusinersen je protismiselni oligonukleotid, v katerem so 2’-hidroksi skupine na ribofuranozilnih obročih nadomeščene z 2’-O-2-metoksietilnimi skupinami, fosfatne skupine na po nadomeščene s fosforotionatnimi.